# 15469 Омура
15469 Омура (15469 Ohmura) — астероїд головного поясу, відкритий 16 січня 1999 року.
Тіссеранів параметр щодо Юпітера — 3,280.
Названо на честь Омура (яп. おおむら(大村) о:мура)